# Joe Rosenthal
Joe Rosenthal (Washington, D.C., 9 de outubro de 1911 — Novato, 20 de agosto de 2006) foi um fotógrafo estadunidense, que recebeu o prémio Pulitzer Prize pela sua famosa foto da subida da bandeira dos EUA na montanha Suribachi após a Batalha de Iwo Jima, intitulada "Raising the Flag on Iwo Jima".

## Vida
Rejeitado pelo exército como fotógrafo devido a problemas de visão, Rosenthal entrou para a Associated Press e acompanhou os fuzileiros nas Operações no Pacifico durante a Segunda Guerra Mundial. A sua foto dos seis fuzileiros a subir a bandeira americana ("Raising the Flag on Iwo Jima") tornou-se uma das melhores fotos da guerra.
Após a guerra, Rosenthal trabalhou como um fotógrafo no San Francisco Chronicle.

## Foto Raising the Flag on Iwo Jima

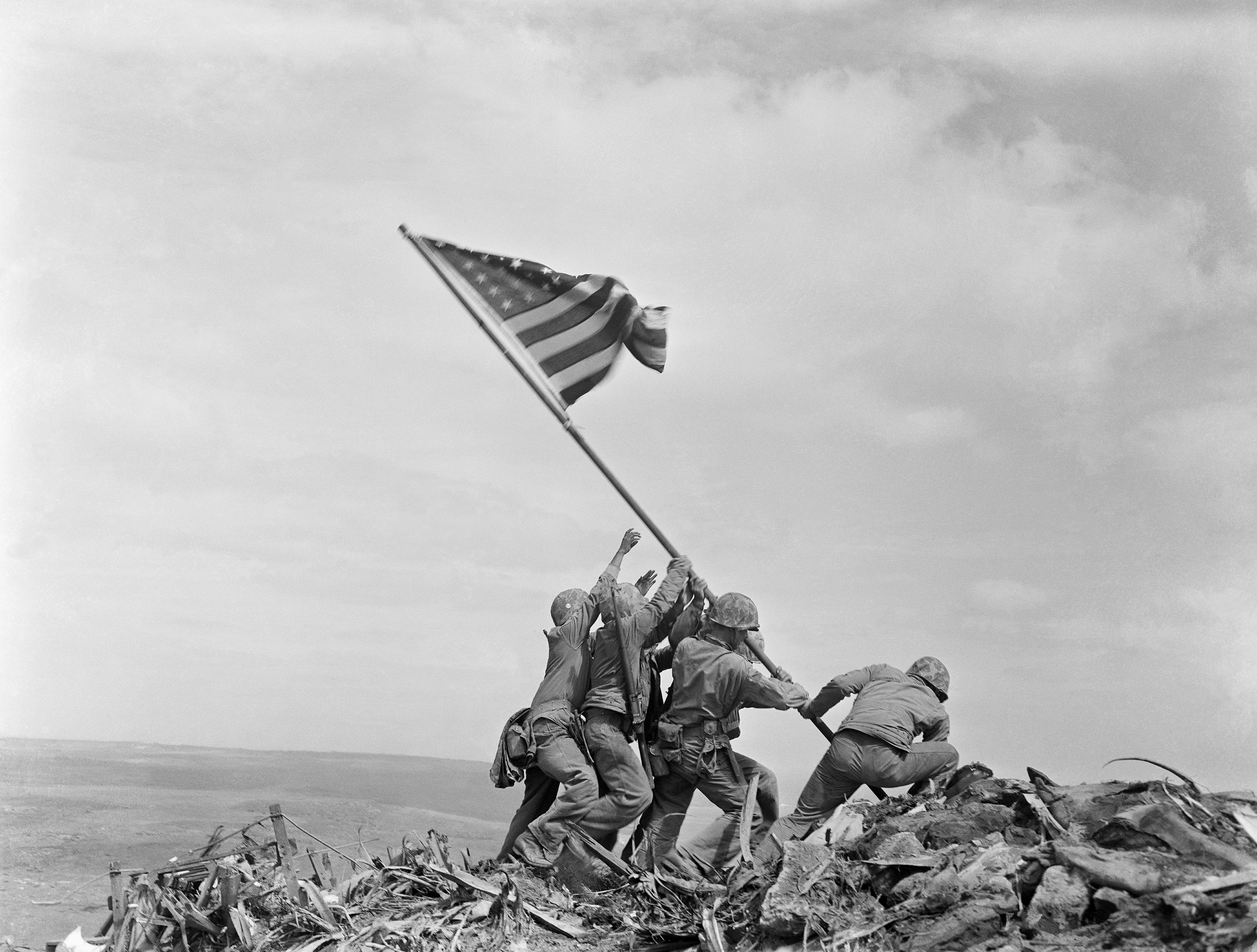
Raising the Flag on Iwo Jima

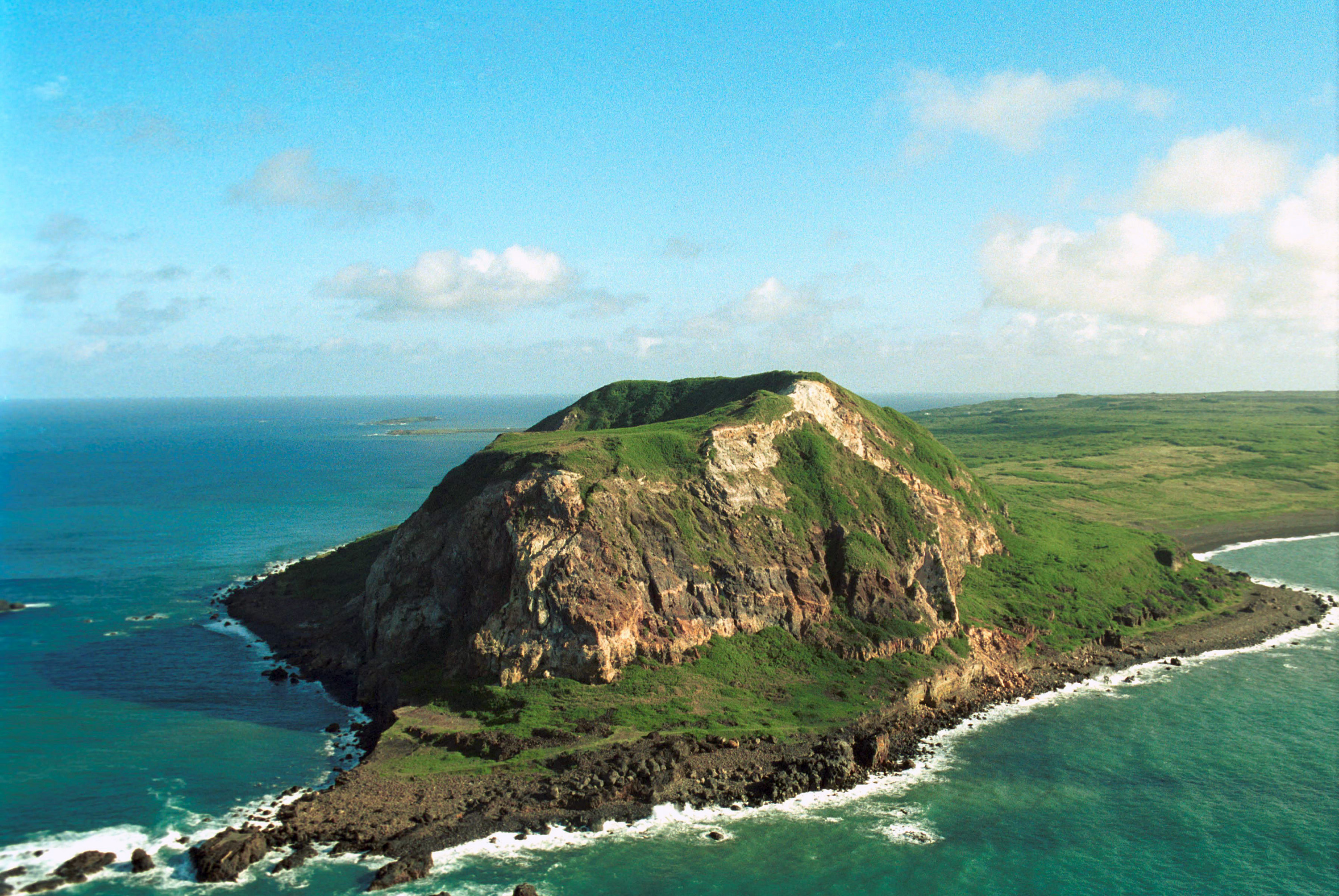
Monte Suribachi em Iwo Jima